# Danuta Błaszak
Danuta Błaszak (ur. 1961, zm. 1 września 2022 w USA) – poetka i pisarka polska.
Związana z niezależnym pismem artystycznym "Enigma" i Konfederacją Poetów Niezdecydowanych. Należała także do Warszawskiego Klubu Młodej Sztuki i pisywała do "Magazynu Literackiego". Prowadziła własny portal poetycki "Miasto Literatów 2000++". Mieszkała na przemian w Polsce i w Stanach Zjednoczonych. Oprócz publikacji własnych miała na koncie także liczne tłumaczenia z języka angielskiego.